# Proacidalia fuscans
Proacidalia fuscans är en fjärilsart som beskrevs av Ruggero Verity 1935. Proacidalia fuscans ingår i släktet Proacidalia och familjen praktfjärilar. Inga underarter finns listade i Catalogue of Life.